# Graciela Fernández Meijide
Rosa Graciela Castagnola de Fernández Meijide, más conocida como Graciela Fernández Meijide (Avellaneda, 27 de febrero de 1931), es una política y activista de derechos humanos argentina.
Cobró prominencia como activista por los derechos humanos durante el terrorismo de Estado del autodenominado «Proceso de Reorganización Nacional», cuando su hijo, estudiante de 17 años, desapareció en una operación gubernamental clandestina.
Formó parte de la Comisión Nacional sobre la Desaparición de Personas (CONADEP) a partir de 1983, y fue luego una de las principales dirigentes del Frente País Solidario (FREPASO). Tras encabezar el triunfo electoral de la recién formada Alianza en la provincia de Buenos Aires, disputó las elecciones internas por la Presidencia de la Nación con el candidato radical Fernando de la Rúa. En octubre de 1999, fue candidata de la Alianza a Gobernadora de la Provincia de Buenos Aires. Formó parte del gabinete ministerial de la presidencia de Fernando de la Rúa, pero renunció, retirándose prácticamente de la vida política desde la desaparición del FREPASO y la Alianza. Fernández Meijide en los últimos años ha dado charlas y participado en conferencias.
En 2022 fue condecorada con la Orden de Comandante de la Legión de Honor de la República Francesa por su lucha por los derechos humanos.

## Biografía

### Activismo por los derechos humanos
Rosa Graciela Castagnola es Maestra Normal de la Escuela Normal Superior N.º 5 y egresada del profesorado de francés del Instituto Superior Nacional del Profesorado Lenguas Vivas. Contrajo matrimonio con Enrique Fernández Meijide, tuvieron una hija y dos hijos. Trabajaba como profesora de francés cuando, en 1976, su hijo Pablo, de 17 años, fue secuestrado por la dictadura cívico-militar. Se estima posible una confusión; su novia de entonces, que desapareció con él, habría tenido una relación previa con un activista estudiantil del mismo nombre de pila. La noche en que Pablo Fernández Meijide fue secuestrado, se había llevado a cabo simultáneamente otros operativos de secuestro de varios alumnos del Colegio Nacional de Vicente López, al cual Pablo había asistido hasta el año anterior. El haber estado relacionado con el grupo de adolescentes perseguido por la policía habría sido la causa de su desaparición.
Tras su desaparición Fernández Meijide recurrió a variadas autoridades para saber sobre el paradero de su hijo, y al no recibir respuesta por parte de las mismas, se acercó a la Asamblea Permanente por los Derechos Humanos (APDH), en la cual luego pidió ser colaboradora. El alto perfil de su desempeño la llevó a la Comisión Nacional sobre la Desaparición de Personas (CONADEP). En la APDH —en particular, Graciela Fernández Meijide— y otros organismos de Derechos Humanos se oponían a la formación de la CONADEP ya que apoyaban la creación de una Comisión Bicameral en el Congreso argentino. Al respecto sobre su paso, Roberto Berdún, que tuvo a su cargo el archivo de la Conadep y de la Subsecretaría de Derechos Humanos bajo el gobierno de Alfonsín, recordó que él trabajó contrarreloj para depurar el anexo de víctimas y destacó que el día antes de su entrega formal les pidió sin suerte a Ernesto Sabato, Fernández Meijide y Magdalena Ruiz Guiñazú que se postergara la publicación para subsanar errores. “Se publicó como estaba y hasta hoy se usa políticamente –lamentó–. Es horrible ver a Graciela decir que fue aberrante la corrección del prólogo. Era inadmisible un prólogo con la teoría de los dos demonios cuando las 500 páginas que siguen muestran que el terrorismo de Estado fue el único demonio." En 1988, G. Fernández Meijide publicó Las cifras de la guerra sucia, con prólogo del periodista Horacio Verbitsky, una investigación detallada y actualizada a partir de su trabajo en la APDH y la CONADEP. Años más tarde, el tema de la estimación de víctimas de desaparición se volvería tabú en la escena pública y algunos políticos pretenderían censurar, en Graciela Fernández Meijide, a una de las voces principales en el trabajo de recopilación de información. La CONADEP, órgano en el que Graciela Fernández Meijide tuvo un rol técnico central, había registrado 8961 víctimas de desaparición forzada y había hecho la salvedad de que podía haber errores u omisiones. En noviembre de 2015, la Secretaría de Derechos Humanos de la Nación presentó una actualización del Registro Único de Víctimas del Terrorismo de Estado en el que se establecía que, registradas hasta el momento, las víctimas de desaparición forzada habían sido 7018 y las víctimas de asesinato 1613.
Fernández Meijide integra la Mesa de Discusión sobre Derechos Humanos, Democracia y Sociedad.

### Comienzos en política
Fernández Meijide se mantuvo apartada de la actividad política hasta la formación del Frente Grande, que conformaría luego el FREPASO con el partido PAIS de José Octavio Bordón. Se postuló a Diputada Nacional por la Ciudad de Buenos Aires en 1991, sin obtener banca. En las elecciones de 1993, repitió su candidatura junto a Carlos Álvarez y obtuvo un escaño. En 1994 votó en contra de la ley que declaraba la necesidad de reformar la Constitución y participó como convencional por el Frente Grande en la Convención Nacional Constituyente de Santa Fe, donde su agrupación impugnó el Pacto de Olivos.
Ya constituido el FREPASO, se postuló en octubre de 1995 para ocupar una banca de Senadora Nacional por la Capital Federal, con más del 40 % de los votos, frente al radical Jorge Vanossi y el peronista Antonio Erman González, lo que la convierte en una figura de relieve en la política nacional.
Como parte del notable crecimiento del FREPASO en este período, volvió a postularse en octubre de 1997, pero esta vez por la provincia de Buenos Aires, donde el justicialismo triunfaba desde 1987. En una resonante victoria, obtuvo el primer lugar en la elección, sobrepujando a la candidata justicialista Hilda González de Duhalde. El triunfo marcó el punto de inflexión en el desarrollo del FrePaSo, que junto a la UCR y otros partidos formó entonces la Alianza para oponerse al justicialismo del entonces presidente Carlos Menem; Fernández Meijide presidió el bloque en la Cámara de Diputados, y junto con Carlos Álvarez conformó el núcleo de referentes del partido.

### Gobierno de De la Rúa
En las elecciones presidenciales de 1999 la fórmula de la Alianza debía elegir un candidato de una de las dos fuerzas principales para la boleta presidencial; Fernández Meijide perdió las elecciones internas frente a de la Rúa. En consecuencia se postuló a gobernadora de la provincia de Buenos Aires, secundada por el radical Melchor Posse. Perdió esta elección frente al justicialismo, cuyo candidato era Carlos Ruckauf, aunque la Alianza triunfó en las nacionales. 
Al asumir como presidente, De la Rúa la designó ministra de Desarrollo Social, pero las severas restricciones presupuestarias causaron conflictos entre las dos figuras. Fernández Meijide fue acusada por diversos sectores, como la Iglesia, por retrasos en la ejecución de los planes sociales.
En abril de 2000 fue vinculada a un caso de supuesta corrupción por haber designado a su cuñado, Ángel Tonietto, como interventor en el PAMI. Tonietto había beneficiado a su esposa, Juana Castagnola (hermana de Fernández Meijide) al aprobar una recategorización para los dos hogares de discapacitados que pertenecían a su esposa, lo que le permitió aumentar su facturación un 25 por ciento. Ángel Tonietto y José Amorín (exfuncionario de PAMI durante el gobierno de la Alianza) fueron llevados a juicio oral y público por esta causa. Elisa Carrió, entonces legisladora de la Alianza, expresó que: «no se pueden establecer designaciones con relaciones de parentesco. Ella debe hacerse cargo». Fernández Meijide aseguró que Tonietto había sido designado personalmente por el presidente. Posteriormente fue criticada por la designación de su profesor de tenis como asesor en la Secretaría de Deportes de la Nación.
En marzo de 2001, tras una reorganización ministerial debida a la crítica situación, fue nombrada vicejefe de Gabinete.
Tras la caída, en diciembre de 2001, del Gobierno radical del que formaba parte, se retiró de la vida pública.

### Actividad posterior
En agosto de 2009, por sus declaraciones a la prensa, Eduardo Luis Duhalde ―secretario de Derechos Humanos de la Nación― le escribió una carta abierta expresando:

Bien sabe usted que no hay un censo nacional completo sobre el número de víctimas y que éste es irremisiblemente aproximativo....En consecuencia, tomar los registros parciales de la CONADEP y los posteriores a la Secretaría de Derechos Humanos como registros totales, es tan falaz y mentiroso como reducir el número de desaparecidos a la cantidad de restos óseos localizados.

En 2012, en vísperas del recordatorio del 30,º aniversario de la Guerra de Malvinas, firmó ―junto a otros intelectuales y periodistas, como Marcos Aguinis, Jorge Lanata, Daniel Sabsay y Juan José Sebreli― un documento en el cual desaprobaba que el 2 de abril hubiera sido declarado Día del Veterano y de los Caídos en la Guerra de Malvinas.
En 2014, al presentar su documental, afirmó que «bajar el cuadro de Jorge Rafael Videla no tuvo ningún valor».
En 2015 protagonizó junto al exmilitante de la organización Montoneros Héctor Leis en la película El diálogo, dirigida por Pablo Racioppi y Carolina Azzi. Héctor Leis sostuvo que los militantes de las organizaciones armadas fueron víctimas de sus cúpulas y pide en alguna forma que sean juzgadas. También opina que Montoneros cometió crímenes de lesa humanidad al reclutar a menores para la guerra. Paz Bustamante opinó que se trata «de una película importante al momento de pensar la relación entre el festival y la política del Pro...Fue realizada con el apoyo del gobierno de la ciudad no sólo monetario ya que funcionarios macristas estuvieron presentes en las proyecciones realizadas en el Village Recoleta, y la promocionaron en las redes sociales»; según Elizabeth Yang, en una nota publicada en el diario La izquierda, vinculado al Partido de los Trabajadores Socialistas, en la presentación dijeron: «En Argentina todos somos Videla» (frase que retoma una expresión de Héctor Leis en el film, con la que subraya la común voluntad de los protagonistas del pasado de no relatar todo lo que saben ni asumir responsabilidades), «No hay dos demonios, hay uno con varias cabezas» y opinó que el documental y también el libro homónimo plantean que en los 70 no hubo ni víctimas ni victimarios. Al respecto Paz Bustamante dijo «Meijide tiene una especie de obsesión por la cantidad, por defender la idea de que no fueron treinta mil». Fernández Meijide opinó que «Esa cifra está claro que es simbólica. Uno puede dejarlo como una cuestión simbólica. Ahora, la historia te exige que te atengas a las cifras que están más documentadas».
En 2016, recibieron numerosas críticas en Tierra del Fuego los dichos de Graciela Fernández Meijide, quien en el programa televisivo ‘Intratables” calificó de “parasitaria” y “no genuina” a la industria fueguina, en referencia a los miles de millones de dólares anuales que cuesta al estado nacional subsidiar la producción industrial (casi exclusivamente limitada al ensamblaje) en el extremo sur del país. El ministro de Industria de la Provincia, Ramiro Caballero, expresó que «es absolutamente irresponsable y carente de criterio que una persona que fue funcionaria en un gobierno que dañó tremendamente a nuestra industria». «Evidentemente, además de no conocer nuestra industria piensan lo mismo que cuando gobernaron y dejaron a la Argentina hecha un desastre», en referencia al paso de Fernández Meijide por el gobierno de la Alianza 15 años atrás. Y agregó, siempre sin argumentar sobre el problema, «no se puede esperar menos de alguien que incluso años atrás ha desmerecido el reclamo de soberanía sobre nuestras Islas Malvinas, que forman parte de la provincia de Tierra del Fuego».
En 2017, respecto a la muerte de Santiago Maldonado, investigada como desaparición forzada, Fernández Meijide reivindicó al gobierno y el accionar de gendarmería y salió en este caso a defender a su excompañera de Gabinete, Patricia Bullrich diciendo que «está haciendo lo que hay que hacer». Incluso cuestionó a los organismos de derechos humanos que reclamaban por la desaparición de Santiago Maldonado y expresó que la Gendarmería «está integrada por hombres que son falibles, están entrenados para reprimir y podría habérsele ido de las manos a alguien». También criticó duramente a los organismos y activistas de derechos humanos que reclamaban la aparición con vida del joven, entre ellos a Estela de Carlotto, a Hebe de Bonafini y Pérez Esquivel diciendo que en sus reclamos «hay mala intención o exceso de edad». Luego volvió a cuestionar duramente a referentes de derechos humanos por sus críticas al gobierno de Cambiemos y a la ministra de Seguridad Patricia Bullrich por su rol en la muerte de Santiago Maldonado luego de un procedimiento de Gendarmería en Cushamen. Finalmente, Gustavo Lleral hizo públicas las conclusiones de una junta médica, conformada por 55 expertos -entre ellos peritos de la familia Maldonado-, que realizó la autopsia. 
Según esa junta, la causa de muerte fue "ahogamiento por sumersión en las aguas del rio Chubut, coayudado por hipotermia". Posteriormente el Juzgado Federal N.º 2 de Rawson, provincia del Chubut, dictó el sobreseimiento total y definitivo de Emmanuel Echazú, oficial del Escuadrón N° 35 “El Bolsón” de la Gendarmería Nacional Argentina, con relación al delito de desaparición forzada de persona de Santiago Maldonado. A pesar de la autopsia y del sobreseimiento muchos medios de prensa de izquierda siguieron agitando el tema de la "desaparición forzada" de Maldonado para desprestigiar al gobierno de turno. Respecto a los juicios contra los responsables de delitos de lesa humanidad consideró  injusta «la condena a cadena a perpetua a un militar que hacía guardia en un operativo con otro que torturó y asesinó» y calificó los juicios como «el circo en los juicios» y diciendo que los juicios son venganza. Participó junto a Luis Alberto Romero, Emilio Cárdenas y juristas estadounidenses de la conferencia en la Universidad de San Andrés "Derechos Humanos y Castigo: las discusiones pendientes".
En marzo de 2018 respaldó la posibilidad de otorgar el beneficio de la prisión domiciliaria al represor Alfredo Astiz, quien ha sido condenado a la pena de cadena perpetua en dos oportunidades por crímenes de lesa humanidad. Su argumento es que «a determinada edad o con enfermedades terminales, mantener a una persona en prisión deja de ser una condena condigna con el crimen y pasa a ser casi una venganza».
En marzo de 2019, es elegida presidenta del Club Político Argentino.
En agosto de 2022 calificó a los kirchneristas como miserables: “No participaron en nada en las instancias de la verdad y la Justicia” y cuestionó al peronismo por haberse apropiado de una causa sobre la cual nunca se habían preocupado realmente, y afirmó: “Kirchner se llevaba muy bien con los militares de Santa Cruz”.
El 22 de septiembre de 2022, en la embajada de Francia en la Argentina, fue condecorada con la Orden de Comandante de la Legión de Honor de la República de Francia, la distinción más importante de ese país, por su lucha por los derechos humanos.

## Reconocimientos
- Premio Parlamentario por su labor legislativa. 1996.
- Orden al Mérito de Chile en el Grado de Oficial, Embajada de Chile, 30 de noviembre de 1999.
- Orden al Mérito de la República Italiana, Cavaliere Di Gran Croce, 12 de marzo de 2001.
- Ciudadana Ilustre de la Ciudad Autónoma de Buenos Aires, 7 de diciembre de 2016. Ley 5747. Legislatura de la Ciudad Autónoma de Buenos Aires.
- Premio Konex de Platino por su actividad como dirigente social. 2018.[22]
- Doctora honoris causa, Universidad Siglo 21, 3 de diciembre de 2020.[40]
- Orden de Comandante de la Legión de Honor de la República de Francia.[2]
- Doctora honoris causa. Universidad de Buenos Aires, 7 de junio de 2023.[3]

## Libros publicados
- 1985: Las Cifras de la Guerra Sucia, Editorial de la APDH
- 1986: Después de la Noche, Editorial Contrapunto
- 1997: Derecho a la esperanza. Buenos Aires: Emecé.
- 2007: La ilusión. Buenos Aires: Sudamericana.
- 2009: La historia íntima de los Derechos Humanos en la Argentina. Buenos Aires: Sudamericana.
- 2013: Eran humanos, no héroes. Buenos Aires: Sudamericana.